# Renzo Soldani
Renzo Soldani (* 2. Mai 1925 in Campiglio di Cireglio, Toskana; † 2. Januar 2013 in Pistoia) war ein italienischer Radrennfahrer.

## Sportliche Laufbahn
Als Amateur gewann er den Giro del Piemonte 1948.
1949 wurde er Berufsfahrer im Radsportteam Legnano. In seiner ersten Saison als Profi siegte er in der Coppa Placci vor Virgilio Salimbeni. Er gewann auch die Eintagesrennen Coppa Barabaricina und Gran Premio Ponte Valleceppi.
1950 feierte er den bedeutendsten Erfolg seiner Laufbahn mit dem Sieg in der Lombardei-Rundfahrt vor Antonio Bevilacqua. Dazu kamen Siege im Giro dell’Appennino, im Giro dell’Umbria, im Gran Premio Calzatura, im Gran Premio Altopascio sowie im Rennen Triest–Sanremo. Im Giro di Puglia war er auf drei Tagesabschnitten erfolgreich. 1951 gewann er Sassari–Cagliari vor Gino Bartali und das Rennen Florenz–Rom vor Bartali.
Fünfmal fuhr er den Giro d’Italia. 1949 wurde er 37., 1951 27., 1952 32., 1954 27. der Gesamtwertung, 1951 war er ausgeschieden. In der Lombardei-Rundfahrt 1951 wurde er Vierter.